# Huillé-Lézigné
Huillé-Lézigné ist eine französische Gemeinde mit 1.304 Einwohnern (Stand: 1. Januar 2022) im Département Département Maine-et-Loire in der Region Pays de la Loire.
Sie gehört zum Arrondissement Angers und zum Kanton Angers-6.
Sie entstand als Commune nouvelle mit Wirkung vom 1. Januar 2019 durch die Zusammenlegung der bisherigen Gemeinden Huillé und Lézigné, die in der neuen Gemeinde den Status einer Commune déléguée haben. Der Verwaltungssitz befindet sich im Ort Lézigné.

## Gliederung
| Ortsteil                  | ehemaliger INSEE-Code | Fläche (km²) | Einwohnerzahl zum 1. Januar 2022 |
| ------------------------- | --------------------- | ------------ | -------------------------------- |
| Lézigné (Verwaltungssitz) | 49174                 | 09,30        | 776                              |
| Huillé                    | 49159                 | 12,53        | 528                              |

## Geografie
Huillé-Lézigné liegt rund 25 Kilometer nordöstlich von Angers. Das Gemeindegebiet wird vom Fluss Loir und der Autobahn A11 durchquert. Das Flüsschen Pont Rame mündet hier in den Loir. Nachbargemeinden sind: Durtal im Nordosten, Osten und Südosten, La Chapelle-Saint-Laud im Süden, Seiches-sur-le-Loir im Südwesten, Baracé im Westen und Morannes sur Sarthe-Daumeray im Nordwesten.